# 中松義郎
中松 義郎（なかまつ よしろう、通称：ドクター・中松、英語表記：Dr. NakaMats 1928年〈昭和3年〉6月26日 - ）は、日本の発明家、実業家、政治活動家。「ドクター・中松創研」代表取締役、日本文化振興会第10代会長、現副総裁、「国際発明協会」および「世界天才会議」の主宰者。東京都知事選挙に繰り返し出馬するなどのパフォーマンスで注目を集め、タレントとしてテレビに出演するようになった。

## プロフィール

### 略歴
東京府（現：東京都渋谷区）出身。中松家は直参の旗本で、父は横浜正金銀行行員、母・芳野は東京女子高等師範学校（現：お茶の水女子大学）を卒業した教師だった。学校は、初め麹町小学校に越境通学した後、東京・原宿の自宅から至近の青山師範学校附属小学校（現：東京学芸大学附属世田谷小学校）に4年生から編入した。
その後は麻布中学校を経て海軍兵学校（77期。海軍機関学校入学後、海軍兵学校舞鶴分校として統合された）在校中に終戦を迎える。成城高等学校理科甲類を経て、1953年（昭和28年）に東京大学工学部を卒業した。その後トーク番組「面白スタジアム」では東大法学部に学士入学して卒業したと主張しているが、真偽は定かではない。卒業後は第一物産（三井物産が財閥解体により分社化されていた企業の一つ。後に三井物産として再統合）に就職した。
1959年（昭和34年）、イ・アイ・イに入社、専務、副社長を歴任した。
1971年（昭和46年）、同社社長との対立から独立した中松はナコー（現在のドクター・中松創研）を設立、自らの研究開発の拠点とした。

### 私生活
妻・滋里（1966年1月結婚）との間に義樹（2019年12月に長男・義瑛誕生。中松の初孫）、義成（ミュージシャン）、娘の2男1女を授かる。座右の銘は「撰難楽」（“せんなんらく”。愚か者は楽な道を、天才は困難な道を選ぶという意味）。趣味・特技はカメラ、ピアノ、ダンス。
尊敬する人は101歳で死去した母・芳野であり、東京都知事選への出馬を促したのも母だったという。

野球などのスポーツに造詣が深く、1990年（平成2年）には日本人として初めてメジャーリーグ球団ピッツバーグ・パイレーツの始球式を行っている。

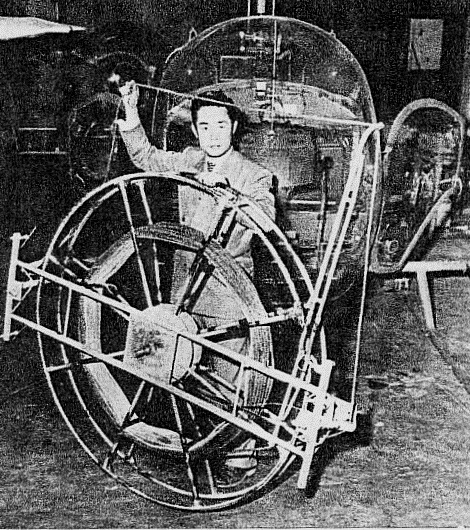
「送電線架設装置」を発明した中松義郎（1950年代）

「君が代」をコンピュータで行進曲調にアレンジし、歌詞は原曲の通りに自身で吹き込んだシングルCDを発売したことがある。
20歳の頃にセックスをすると頭が悪くなると主張しており、自身も24歳までセックスをしなかったという。
一時期南青山のマンションに事務所を構えていた際、そのマンションには柴田亜美が居住していた。

## 闘病
2013年12月に受けた健康診断で前立腺導管がんと診断された。
2015年に「前立腺癌で余命は平成27年末日までと告知された」と公表。
その後、6年に渡るがん治療を終えた後のPSA検査の結果、完全に治ったと判断できる0.01という数値が出て寛解と診断された。

## 人物
努力と粘り強さをモットーとしている。海軍機関学校の出身であるが、入学試験時の身体測定時に、胸囲測定において意地悪な水兵に腹に近い部分を測定され基準以下となり不合格となりそうになるも、試験場でたまたま出会った将校に検査の顛末と自分がいかに勉強と身体鍛錬を重ねたかを訴えた結果、再測定が叶い、合格した。

### 呼称
「ドクター・中松」という通称で知られているが、中松が保有するとされる博士号（ドクター）の存在は確認されていない。

## 政治活動
1990年ごろ、藤村義朗から「君が日本の総理大臣になって日本を良くしてくれ」「立候補しろ」と言われたことが政治活動を始めるきっかけだと語っている。
1991年東京都知事選挙に無所属で立候補、“21世紀の地球都市を発明する”の基本政策を掲げ、自作のジャンピングシューズ（ピョンピョンシューズ又はフライングシューズ）を履いたパフォーマンスを行った。結果はわずか2万7,145票で惨敗ではあったが、一方でバラエティー番組に「奇抜な発明家」として登場する機会も増えた。
翌1992年（平成4年）の参院選には比例区に政党「発明政治」を率いて出馬したが落選した。
また、1995年東京都知事選挙に立候補を表明するも、告示前に断念し、上田哲候補の応援に回っている。
2003年（平成15年）の都知事選では、会見で「ドクター・中松ディフェンス (DND)」という発明品で、「ミサイル攻撃を防止できる装置の発明で、首都を、そして都民をこのミサイル攻撃から救う」「北朝鮮のミサイルをUターンさせられる」などと発表した。
2005年（平成17年）のインタビューで「元来、政治家は国のために働くもの。『国のため』という気概をどの程度が持っているかが重要なポイントだ」と政治家には愛国心が必要であると主張した。
2007年（平成19年）、第21回参議院選挙に立候補した際に発表した「ドクター・中松ドクトリン」には、「私にしか出来ない最先端の発明が日本のためになる」「官僚はよく働く者のみなし数を1/2にする」「現行憲法は存在しない。現行憲法の名称は大日本帝国憲法の昭和二十一年改正であるべきである」等記載されていた。2013年（平成25年）に「真の近現代史観」懸賞論文で佳作を受賞した論文「日本は負けていない」でも同様の主張を行っている。
2011年（平成23年）の都知事選に無所属で出馬した時には記者会見で、当選しない場合はあと10回以上選挙に挑戦し続けると宣言した。また80代の年齢で都知事の激務に耐えられるかを尋ねられ、筋トレで身体を鍛えているため80歳時点で50トンの重り（キログラムの誤記ではない）を持ち上げることができ、体力に問題はないと答えた。
2012年（平成24年）の都知事選では、届け出名をそれまでの「ドクター」から本名に変えたが、これは橋下徹が「『カタカナ名前はふざけている』と言ったらしい」というのが理由であるという。
2013年（平成25年）、第23回参議院選挙を前に小林興起が設立した政治団体つばさ日本の最高顧問に就任し、公認候補として比例区から出馬すると発表。しかしその後つばさ日本が候補者の選定などに難航し、同選挙への候補者擁立見送りを発表すると、無所属で東京都選挙区から立候補すると発表した。届け出名については前回に続き本名の「中松義郎」で届け出るとしており、理由については「偽物の博士が多くなった。一緒にされては困る。」と語った。
2024年（令和6年）の都知事選に立候補し、7月7日の投開票の結果、56人中11位となり落選した。
| 年     | 選挙         | 選挙区           | 政党       | 得票    | 惜敗率 | 順位  | 供託金 | 名義           |
| ------ | ------------ | ---------------- | ---------- | ------- | ------ | ----- | ------ | -------------- |
| 1991年 | 東京都知事選 | -                | 無所属     | 27,145  | 1.18%  | 7/16  | 没収   | 中松義郎       |
| 1992年 | 第16回参院選 | 比例区           | 発明政治   | 139,728 | -      | -     | 没収   | 中松義郎       |
| 1993年 | 第40回衆院選 | 旧東京3区        | 新自民党   | 13,965  | 21.66% | 8/10  | 没収   | 中松義郎       |
| 1995年 | 第17回参院選 | 東京都選挙区     | 無所属     | 101,547 | 23.30% | 8/72  | 没収   | 中松義郎       |
| 1999年 | 東京都知事選 | -                | 無所属     | 100,123 | 6.01%  | 7/19  | 没収   | ドクター・中松 |
| 2001年 | 第19回参院選 | 比例区           | 自由連合   | 36,076  | -      | -     | 没収   | ドクター・中松 |
| 2003年 | 東京都知事選 | -                | 無所属     | 109,091 | 3.53%  | 4/5   | 没収   | ドクター・中松 |
| 2007年 | 東京都知事選 | -                | 無所属     | 85,946  | 3.06%  | 5/14  | 没収   | ドクター・中松 |
| 2007年 | 第21回参院選 | 東京都選挙区     | 無所属     | 92,512  | 13.53% | 10/20 | 没収   | ドクター・中松 |
| 2009年 | 第45回衆院選 | 比例東京ブロック | 幸福実現党 | 35,667  | -      | 7/9   | 没収   | ドクター・中松 |
| 2010年 | 第22回参院選 | 比例区           | 幸福実現党 | 38,242  | -      | -     | 没収   | ドクター・中松 |
| 2011年 | 東京都知事選 | -                | 無所属     | 48,672  | 1.86%  | 5/11  | 没収   | ドクター・中松 |
| 2012年 | 東京都知事選 | -                | 無所属     | 129,406 | 2.98%  | 5/9   | 没収   | 中松義郎       |
| 2013年 | 第23回参院選 | 東京都選挙区     | 無所属     | 48,362  | 7.90%  | 12/20 | 没収   | 中松義郎       |
| 2014年 | 東京都知事選 | -                | 無所属     | 64,774  | 3.07%  | 6/16  | 没収   | ドクター・中松 |
| 2014年 | 第47回衆院選 | 東京5区          | 無所属     | 12,777  | 12.47% | 5/5   | 没収   | ドクター・中松 |
| 2024年 | 東京都知事選 | -                | 無所属     | 23,825  | 0.3%   | 11/56 | 没収   | ドクター・中松 |

### 政策
- 外国人参政権に反対[58]。
- 2003年のアンケートでは、選択的夫婦別姓制度導入に賛同していた[59]。一方2014年の朝日新聞のアンケートでは反対としている[60]。

### 幸福実現党からの出馬
2009年（平成21年）7月、宗教法人幸福の科学を母体とする幸福実現党に招聘されて同党特別代表に就任し同直前就任した新風講師団を離脱、2011年（平成23年）2月28日の退任まで務めた。中松は幸福の科学の会員ではないものの、第45回衆議院議員総選挙（2009年）には同党の比例代表東京ブロックに立候補して落選している。第22回参議院議員通常選挙（2010年）も同党から立候補するも落選。その後は同党と一線を画し、無所属で立候補している。

## 発明品
灯油ポンプ
中松は1942年（昭和17年）の中学生時代に、一升瓶に入った醤油を苦労して醤油差しに移し替える母親を見て「醤油チュルチュル」という手動ポンプを考案し、これが後の灯油ポンプになったと主張している。1947年にこれを「サイフォン」の名で実用新案に出願し、1949年に登録された。ゴム球を使った手動ポンプ自体は1907年（明治40年）に「生花水吸取器」として出願されて既に登録されていたが、中松の「サイフォン」は現在の灯油ポンプとほぼ同じ形状をしており、逆止弁を設け、サイフォンの原理によりポンプを止めても移動を続ける点も現在のものと共通する。
頭に良い物質を適当に配合したことを特徴とする食品
特許出願では、「頭が良くなる根拠が不明である」との理由で不採用となっている。その他「頭に良い〜」シリーズの「発明」は膨大ながら、特許を得ているものはない。
原子力除雪装置
除雪車に搭載された原子炉の炉心に直接雪を送り込み、その熱で雪を溶かして一次冷却水にするというもの。1982年に特許出願しているが、放射性物質に汚染された排水の処理の仕方が明記されていないとの理由から拒絶されている。
ハイドロジェン・オン・デマンド (HOD)
燃料電池用の水素の精製法の一つで、水に水素化ホウ素ナトリウムを混ぜて金属触媒によって水素を取り出す技術。2006年（平成18年）に中松が発明して特許を取得したとされるが、該当する特許は確認できない。この技術自体は以前から各所で研究されており、「HYDROGEN ON DEMAND」という名称もアメリカで2004年に登録されたMillennium Cell, Inc.の商標（登録2900094）。
この発明に、環境技術に関する映画を企画していた米国の製作会社「ダークホース・エンターテインメント」が注目、中松を主題としたドキュメンタリー映画「マスター・オブ・イノベーション〜ドクター・ナカマツ・ストーリー」の制作を2007年1月に発表した。制作発表ではこれは日本人として史上初の「個人」が扱われるハリウッド映画であり、年内に米国と日本で公開するとしていた。
フライングシューズ（ピョンピョンシューズ）
底が板バネになっており、ピョンピョンと高くジャンプできる靴。「翔ッ靴」の名で1989年に出願して日本の特許を取得しているが、同種のものは1972年に他者からも出願されている。中松の代名詞的発明であり、テレビ出演時にこれを履いて登場することが多い。このまま旅客機に乗り込もうとして、ピョンピョン跳ねた勢いで天井に頭をぶつけてしまい「頭が悪くなったらどうしてくれる!」と怒鳴ったというエピソードを持つ。
ラブジェット
中松が発明した「セックス方程式」に基づいて開発された性感度が3倍になるとされる香水。男女共用で若返り効果もあるとしている。
ドクター・中松パター
ゴルフクラブのパター。一般的なクラブよりグリップが太く短く、普通は右利き用の場合で右手の方がヘッドに近い位置を握るのに対し、両手で同じ位置を握る。
スマ手 (Smarte)
スマートフォンを固定できるポケットが付いた左手用グローブで、常に左手甲にスマートフォンを固定することで、使用時に取り出す手間が省け、置き忘れ防止効果があるとしている。2012年（平成24年）6月に84歳記念の発明品として発表し、ドクター・中松公式サイトで市販を開始。国内スマートフォンユーザーの8割を販売目標としている。
ウデンワ
なお、中松は2003年（平成15年）にも既存の携帯電話を左手にベルトで固定する「ウデンワ」という類似の発明を発表している。

### フロッピーディスク
フロッピーディスクは1971年にアラン・シュガートらがIBMで開発したが、中松は1985年頃から自分の発明であると主張している。しかしIBMは否定しており、また中松の主張は時期により変遷し、その特許番号も不明で、主張の時期の類似の特許はいずれも音声録音用でフロッピーディスクのようなコンピュータの磁気データ保存用ではない。
中松が1985年（昭和60年）に配付したとされる資料では、1947年（昭和22年）の東大在学中に「シートに面積型に記録する媒体」とその再生を行うドライブの着想を抱き、1948年（昭和23年）に特許を出願し、1950年（昭和25年）に完成させ、1952年（昭和27年）に特許が認められ、その製品化で1956年（昭和31年）に三井物産の株が上がったとしている。また中松は1979年（昭和54年）にパテント契約をIBMと締結したとして、フロッピーディスクは中松の発明によるものだとしている。
実際にはIBMの特許は日米ともに審査を経て認められており、中松が1983年に改良型フロッピーディスクを出願した際にも、審査でIBMの特許が参照されている。中松の主張に対しIBMの担当者は、「IBMはいくつかの特許使用契約を中松から得たことがあるが、それはフロッピーディスクのものではなく、フロッピーディスクはIBMが独自に開発したものである」と述べている。

”フロッピー（ぺらぺら）媒体”である重色レコードの動作図。色分けされた二つの波形が記録されているので、往路と復路で異なる音声を再生することができる。

中松はフロッピーディスクのパテントを主張する一方で具体的な特許番号を明かしていないが、中松の主張にある「1948年（昭和23年）に特許出願して、1952年（昭和27年）に登録されたフロッピー媒体」と時期が重なる特許に「重色レコード」（特公昭27-001322）および「積紙式完全自動連奏蓄音器」（特公昭27-002166）の2つがある。重色レコードは音の波形が段状に記録（印刷）された紙であり、積紙式完全自動連奏蓄音器は重色レコードの波形を光学的に読み取って音を再生するので（オプティカル・サウンド参照）「シートに面積型に記録再生する媒体とドライブ」ではあるが、フロッピーディスクの特許に抵触する様な内容ではない。磁性体に円弧形に音声を記録する、よりフロッピーディスクに近いものは星野愷が開発して「シンクロリーダー」としてキヤノンから1958年に製品化されており、その際に中松の特許が注目されたことで当時中松が勤務しており、後の三井物産となる第一物産の株価が急騰したと見られている。なお重色レコードの特許は料金未納で既に権利が消滅していた事が後日判明している。その後シンクロリーダーの機能を簡略化した「シンクロファクス」をリコーが開発して1959年に製品化し、そのシンクロファクスに類似した「万能シートレコーダー」が「ナカビゾン」の別名で日本コロムビアから1961年に製品化された。ナカビゾンは中松が開発したとされる。
中松の主張は変遷しており、1992年の著書では、中松はナカビゾン等の”フロッピー媒体”に代わってフロッピーディスクそのものを完成させ、コンピュータ用として日本の各社に売り込むも相手にされなかったところを、IBM副社長が権利を求めて来日したという話になっている。2017年現在でも中松のウェブサイトでは「フロッピーディスクの発明者、ドクター・中松」としてサイン入りのフロッピーディスクを販売しているが、このサイトで販売されている「フロッピーディスク」は重色レコードや磁気シートではない、パソコンの5.25インチドライブで扱う本物のフロッピーディスクである。

### ドクター・中松エンジン
中松が1991年に完成させたという原動機（画像）。同名の燃料電池と区別して「ドクター・中松エンジンII」とも呼ばれる。同年9月に出版された著書では「宇宙エネルギエンジン」とだけ記述されていたが、10月の著書では、原理を明かさないまま「人類の夢であった永久機関」であるとした。1992年2月の著書では「宇宙エネルギー」なるものをアンテナで取り込む事によって無接触で回転すると説明されたが、その宇宙エネルギーについての説明では、「原子核と電子の間に存在する『宇宙エネルギー』」、「宇宙にある赤外線、可視光線、紫外線、エックス線、ガンマー線など」と、同じ本の中で記述が異なっている。
本人は、この装置を熱力学第二法則に反さない永久機関であるとしているが、外部から何らかのエネルギーを供給されている以上、永久機関の条件を満たしていない。機械的に接触せずに回転するので、摩擦抵抗が無く一度回り出したら永久に回るともしているが、藤倉珊によると、手で光を遮ると回転は止まったという。以後の中松の著書ではあまり取り上げられることもなくなり、取り上げられる際にも「仮想永久エンジン」と書かれるようになった。
中松は1983年1月に「光や熱の放射エネルギを直接回転力等にする装置」の名で、同一原理と見られる装置の特許を出願しているが、アメリカでベル研究所が1955年に出願した特許と同じであるとして異議が申し立てられ、1989年に拒絶の審判が下されている。この装置は太陽電池とブラシレスモータの組み合わせであり当然永久機関ではなかったが、「宇宙からの（太陽光という）エネルギーで（発電して）無接触で（ブラシレスモータが）回転する装置」ではあった。
1995年にはこれを応用した太陽光発電装置を「高効率発電装置」の名で再度出願し、請求の範囲を狭めることで特許を取得した。この特許公報では「宇宙エネルギ」という語も説明無しで使われている。1997年の著書では、これと同一と見られるものが、宇宙エネルギから直接交流を発電する「ドクター・中松ジェネレータ」として言及されている。

### リボディ理論
中松は食事を二食、一食と減らして自身の体調の変化を観察したところ、一食の時に調子が良かったことから、「リボディ」という健康法を思いついた。その中身とは、一日一食主義をはじめとして、体に良い五十五品目の摂取、ビタミンBやC、D、亜鉛といった栄養素の重要性、調理器具の正しい選択、強い精神の鍛錬、心地よい睡眠などであり、実践すれば144歳まで生きられるとしている。
しかし、自身の86歳の誕生日となった2014年（平成26年）6月26日、彼自身は治療不可能の前立腺がんに侵されており2015年（平成27年）末までの余命と医師から宣告されたことを公表した。彼は会見の場において、今後は残された時間を使って新しい「がん治療ロボット」の開発に取り組むことを宣言した。
その後、宣告されたという余命直前の2015年12月24日、東京都千代田区の外国人特派員協会で記者会見を開き、自身の治療法の発明について「2年間全力で発明し、ギリギリで完成させた」と明かした。
さらに、90歳を越えた2018年9月21日、東京都内で「イグ・ノーベル賞の世界展」オープニングセレモニーに登場し、食事と血液の研究により前立腺導管がんを克服したと明かした。

### 商標登録
特許以外にも数多くの流行語の商標登録出願を行い、「元祖平成維新」や「新・民主党」、「知本主義」などの商標出願を行っている。
一方で、中松の商標登録は度々却下ないし取消しの処分を受けることが多い。「がんばれ日本（にっぽん）」はJOCから不使用取消審判が請求され、審決取消訴訟を経て、中松の商標登録取消が確定した。
2011年（平成23年）12月16日、中松は「日本維新の会」「東京維新の会」の名称を商標登録するため特許庁に出願した。中松は1989年（平成元年）より著書や講演活動などで「平成維新」の言葉を使用していると主張、同日に「東京都維新の会」、「平成維新の会」についても出願されているが、こちらは登録が認められている。2010年に「大阪維新の会」を結成しており、2012年9月8日に「日本維新の会」を設立した大阪市長橋下徹らは「日本維新の会」の商標登録を行う予定であり、「粛々と手続きをすすめる」としていた。2012年8月16日に中松の申請は商標法第4条第1項第7号の「公の秩序又は善良の風俗を害するおそれがある商標」として却下され、中松側の不服申し立ても2014年2月25日に再び却下された。中松側は審決取消訴訟を行ったが、9月17日に知的財産高等裁判所は却下は妥当であるという判決を下した。この間、「元祖 日本維新の会」、「本家 日本維新の会」、「元祖 維新の会」の出願も行っている。「日本維新の会」の商標は2012年11月22日に日本維新の会によって出願、登録され、現在は「おおさか維新の会」を前身として結成された日本維新の会が権利を保有している。
また「新・民主党」(登録第2459663号。平成24年9月30日存続期間満了)の商標も登録しており、2008年に民主党が「民主党」の商標登録を行った際には、特許庁は出願を商標法第4条第1項第11号の規定により拒絶するよう求めたが却下された。2012年には「新・民主党」の存続期間が満了したことを受けて再出願を行ったが、これは商標法第4条第1項第6号の「公益に関する団体であって営利を目的としないものを表示する標章であって著名なものと類似の商標」と判断され、却下された。中松側はこれを不当として拒絶査定不服審判を起こしたが、2015年に査定は正当であったとして却下されている。中松は2016年の民主党解党時に、自らが1989年に出願した「新民主党」の商標を提供したいというコメントを発しているが、当時該当する商標を中松が保持していたことは確認されていない。

## 発明件数
中松によると、これまでの発明件数は3,000件以上であり、トーマス・エジソンの1,093件を上回り世界一だとしている。しかし、エジソンの発明が1,093件というのはアメリカ国内で取得した特許の件数であるが、中松による日本国内での特許取得件数は1991年時点で193件であり、中松の「3000件以上」という数字には特許を取得出来ていないなどの「発明」が多数含まれている。中松がマスコミに登場する際には、しばしば「発明件数」が「特許件数」と誤って紹介されるのみならず、本人の著書でも、著者紹介で誤って書かれている場合がある。95歳になる2023年までに取得した特許の件数は594件とされ、まだ申請中のものもあるという。
1980年（昭和55年）から1993年（平成5年）にかけては「発明件数2,360件」と主張していたが、『宝島30』1993年（平成5年）11月号に掲載された記事『「ドクター・中松」という珍発明』（松沢呉一）において発明件数が10年以上も全く変化していないことを指摘されて以降は、「3,000件以上」へと変わった。
なお、特許取得件数のギネス世界記録では工学博士の山崎舜平が2004年に3,245件の特許を取得したとして世界一に認定。2016年には11,353件で再認定されており、中松の「発明件数」をも大きく上回っている。媒体によっては中松もギネス記録保持者として紹介されることがあるが、2004年のギネス日本語版には「発明」の項があるものの中松の名は載っておらず、代わりに「もっとも多く特許を取得した人物」としてエジソンが挙げられている。

## 評価
1989年（平成元年）、ニューズウィーク誌に掲載された『Who Said Talk Was Cheap?』（言うは易しなんて誰が言ったの？）という短い記事において、講演料が高額な人物11人の中で元大統領ロナルド・レーガン、超音速機パイロット・チャック・イェーガー、アメフトチーム監督マイク・ディトカ (Mike Ditka)、タイタニック号の発見者ロバート・バラード (Robert Ballard) と並んで唯一の日本人、フロッピーディスクを発明した「日本のエジソン」として講演料1万ドルと紹介された。記事のソースは講演斡旋会社とされており、編集部が評価したものではなく、中松は12人の中で最も低額であった。中松はこれを引用して「ニューズウィーク誌で世界で最も価値ある12人に選ばれた」と称している。
発明家としてメディアに露出していることで日本での知名度は高く、2006年（平成18年）に日本のインターネット世論調査会社が会員に対して行った調査で、「この人のおかげで今がある」とされる発明家として、6,088票中の129票と、1位のトーマス・エジソンの4%弱ながらも2位となった。また別の日本語サイトで2016年に行われた特許数世界一の人物を問うアンケートでは、正解の山崎舜平や元世界一のエジソンを引き離し、13,961票中6,493票を得て1位となった。
2010年（平成22年）、インド・デリーの寺院でチベット仏教ゲルク派のトップ（教主）である第102代ガンデン・ティパ（第3世セ・リンポチェ）から「金剛大阿闍梨」に認定されたという。一方、問い合わせを受けたガンデン・ティパは、中松に金剛大阿闍梨の地位を授けたことはなく、そもそもガンデン座主にそのような権限や風習がない、とその事実を否定した。
アメリカ合衆国の11の州で名誉市民となっているほか、いくつかの場所では「ドクター・中松デー」という記念日が制定されている。ただし、アメリカでは名誉市民賞や記念日は市に対して本人が寄付を行えば授与されるケースが多く、一般的な顕彰とは位置付けが違っている。また、世界発明コンテストに11年連続でグランプリ受賞したとしているが、そのコンテストの主催者である国際発明協会（社団法人「発明協会」とは無関係の組織）の会長は中松自身である。

### イグノーベル賞
2005年（平成17年）、「35年間に渡り自分の食事を毎回撮影し、食べた物が脳の働きや体調に与える影響を分析し続けたこと」に対して、ノーベル賞のパロディであるイグノーベル賞（栄養学賞）が贈られた。中松は42歳のときから食べた食事の記録、血圧や体重などの情報を集めるようになり、撮影した食事の写真は1万枚以上に上る。中松はこの受賞は、自ら提唱した健康理論であるリボディ理論が認められたためであるとしている。
また受賞以来、政見放送や自サイトなどでこの受賞に触れる場合には、「IG（アイジー）ノーベル賞受賞」と表記、または発音している。さらに中松自サイトや商品の販売では「IGノーベル賞」は「ノーベル賞の上のノーベル賞」であるとして、受賞者はノーベル賞受賞者が選ぶなどと説明している。しかし、2016年（平成28年）の自著『私は死んでる暇がない』では「イグノーベル賞」「Ig（イグ）ノーベル賞」と表記している。日本ではこの受賞を積極的に宣伝しており、ウェブサイトでの自己紹介でも一番に書かれているが、英語版の自己紹介では全く触れられていない。
2014年（平成26年）のイグノーベル賞授賞式では、日本人初となる基調講演に抜擢され、当日は車いす姿で「がん撲滅食を発明した」と発表し、喝采を浴びた。

## その他の肩書き
中松はその他、リンカーン記念平和財団総裁、世界宗教連合会総裁、世界宗教法王庁第二代法王、国際学士院大学総長、日本文化振興会第十代会長、世界婦人平和促進財団最高顧問などの肩書きを称している。
2014年（平成26年）5月に、全米がん撲滅協会の会長に就任し、がん撲滅の発明をすることを明言していたが、6月に自らも末期がんであることを公表。2015年（平成27年）4月18日にがん撲滅ソング「ガンの顔つき悪くても」（2015年6月24日発売）で歌手デビューを果たす。

## 受賞
イグノーベル賞の他、中松の主張によれば、米国国会表彰、アメリカ大統領賞、米国発明会議最高賞、世界名誉賞、ミズーリ大学総長賞、米国ナショナル大学世界指導者賞、シカゴハイテク研究所天才賞、国際著名人名誉殿堂入り、韓国文化勲章、世界平和大賞、米国発明協会最高賞、ミレニアム賞、韓国蒋英実化学文化賞などの顕彰を受けている。1982年（昭和57年）に全人類に最も貢献した世界一の発明家賞、1983年（昭和58年）に発明大賞科学技術庁長官賞科学技術振興功績者表彰、1985年（昭和60年）社会貢献者特別功労者賞、1987年（昭和62年）に国際照明フェア最優秀賞天才賞、ビジティングスカラー大賞、1988年（昭和63年）にはアメリカ発明会議ライフタイム・アチーブメント賞などを受けたともしている。うち、日本の公的な賞である科学技術庁長官賞は、磁気テープドロップアウト除去装置の開発育成を評して1983年に実際に授与されており、その年の園遊会にて中松が参列しているという写真が残されている。
「ブッシュ大統領親書」も受賞一覧に挙がっており、著書「政治を発明する」（1990年）にて「アメリカ合衆国大統領 ジョージ・ブッシュ」によるものとされる手紙が掲載されているが、英文を見るとInternational Inventors Exposition（国際発明家博覧会）の主催者として受け取ったものである上、手紙の日付にある1988年4月当時のジョージ・H・W・ブッシュは、大統領選挙前の副大統領である。

## 作品

### 図書
- 『三倍の人生』学習研究社、1977年5月2日。全国書誌番号:77012803NDLJP:12191776、NCID BA46467216。
  - 『三倍の人生　脳細胞を三倍活用した人間ドキュメント』（新2版）シーピー、1985年11月。ISBN 4-915637-00-X。 - 奥付の書名：発明サスペンス3×の人生。
- 『独創力の秘密　画期的アイデアはどこから生まれるか 着想のヒント・成功への秘訣』PHP研究所〈PHP business library〉、1981年9月。ISBN 4-569-20636-0。
- 『人間関係方程式　人生を数式で開拓するバイブル』現代史出版会〈Tokuma books〉、1983年9月。ISBN 4-19-502799-3。 - 発売：徳間書店。
- 『中松義郎式新頭脳革命　ベンチャービジネスのパイオニア』山手書房、1983年9月。全国書誌番号:84029598、NCID BN14052493。 - 背の書名：新頭脳革命。
- 『中松義郎式新創造革命　技術タダ乗りを叱る』山手書房、1983年11月。全国書誌番号:84030061、NCID BN10899844。 - 背の書名：新創造革命。
- 『子どもの頭をよくする生活習慣』牧羊社〈ぼくようぶっくす〉、1986年2月10日。ISBN 4-8333-1560-2。NDLJP:12107352。
  - 『子どもの頭をよくする生活習慣』牧羊社〈ぼくようぶっくす〉、1992年11月。ISBN 4-8333-1560-2。
- 『異学発想のすすめ』講談社、1986年4月。ISBN 4-06-202606-6。
- 『中松義郎のゴロ寝してスーパーマンになる法　1%の汗と99%の超並イキスピレーション』 上、マネジメント社、1987年4月。ISBN 4-8378-0198-6。
- 『中松義郎のゴロ寝してスーパーマンになる法　1%の汗と99%の超並イキスピレーション』 下、マネジメント社、1988年4月。ISBN 4-8378-0217-6。
- 『ドクター中松義郎の発明百科』成美堂出版、1988年6月。ISBN 4-415-07365-4。 - 著者の肖像あり。
- 『ドクター中松平成日本を診断する 天気晴朗ならず波高し』ビジネス社、1989年5月。ISBN 4-8284-0391-4。
- 『政治を発明する ＝Invention of politics 21世紀を拓く新発想』山手書房新社、1990年5月。ISBN 4-8413-0007-4。
- 『「スジ・ピカ・イキ」で考えろ』情報センター出版局〈Joho business〉、1991年9月。ISBN 4-7958-0135-5。
- 『ドクター中松の常識やぶりバンザイ! 世界最強の仰天科学者 1%の汗で成功する方法』ベストセラーズ〈ワニの本. ベストセラーシリーズ〉、1991年10月。ISBN 4-584-00774-8。
- 『ドクター中松の頭をもっと良くする101の方法 「バカは死んでもなおらない」というウソ』ベストセラーズ〈ワニの本. ベストセラーシリーズ〉、1992年4月。ISBN 4-584-00795-0。
- 『ドクター中松の0からの創造 知本主義の時代を生きろ』広済堂出版、1992年7月。ISBN 4-331-50357-7。 - 奥付の書名：0からの創造。
- 『ドクター中松のスーパー育児術 頭の良い子を育てる』自由国民社、1993年1月。ISBN 4-426-83101-6。
- 『頭の良い子を育てる環境・運動・食事 何歳からでも遅くない! ドクター中松のブレイン〈脳〉・エクササイズ』ベストセラーズ〈ワニの本. ベストセラーシリーズ〉、1994年2月。ISBN 4-584-00890-6。
  - ドクター・中松『頭の良い子を育てる環境・運動・食事 何歳からでも遅くない! ドクター・中松のブレイン〈脳〉・エクササイズ』（新装版）シーピー、2002年6月。ISBN 4-915637-01-8。
- 『ドクター中松超常現象裏のウラ』ディーエイチシー、1994年7月。ISBN 4-88724-013-9。 - 引用参考文献一覧：pp.291-292。
- 『日本劣頭改造論』創現社出版〈Go!books〉、1994年8月。ISBN 4-88245-107-7。
- 『宇宙と地震のメカニズム 的中!!阪神大震災を唯一予知ドクター中松の』泰流社、1995年3月。ISBN 4-8121-0110-7。 - 中松義郎プロフィール：pp.213-223。
- 『ドクター中松の超パソコン発想入門 脱マニュアルへの道』青春出版社〈プレイブックス〉、1996年3月。ISBN 4-413-01662-9。
- 『頭脳革命 脳外エネルギーで人生を変えろ!』WAVE出版、1996年11月。ISBN 4-900528-75-7。
- 『ドクター中松の超創造力 頭脳こそ21世紀の究極資源』廣済堂出版、1996年12月。ISBN 4-331-50561-8。
- 『東大キャンパスにおける創造学講義』ビジネス社、2002年1月。ISBN 4-915637-02-6。
  - ドクター・中松『東大キャンパスにおける創造学講義』（新装版）シーピー、2002年6月。ISBN 4-915637-02-6。
- 『ドクター中松の独創思考』日本能率協会マネジメントセンター、1997年3月。ISBN 4-8207-1251-9。
- 『ドクター中松のここちよいリボディ』成星出版、1998年2月。ISBN 4-916008-52-9。
  - ドクター・中松『ドクター・中松のリボデイ 144才健康法』（新装版）シーピー、2002年6月。ISBN 4-915637-03-4。 - 背のタイトル：リボデイ。
- ドクター・中松『ドクター・中松ドクトリン 日本再生世直し発明』シーピー、2003年1月。ISBN 4-915637-04-2。 - フロッピー発明50周年記念出版。
- ドクター・中松『ドクター・中松の発明伝説 スリル・サスペンスとロマン』シーピー、2003年9月。ISBN 4-915637-05-0。 - 英文併記。
- ドクター・中松『ドクター・中松の発明ノート エジソンを超えた男』PHP研究所、2007年11月。ISBN 978-4-569-69298-2。 - 年表あり。
- ドクター・中松『バカと天才は紙二重 「ミサイルUターン」発想法』ベストセラーズ〈ベスト新書〉、2008年5月。ISBN 978-4-584-12187-0。
- ドクター・中松『お母様』ミヤオビパブリッシング(出版) 宮帯出版社(発売)、2008年11月。ISBN 978-4-900833-48-7。
- ドクター・中松『クリエイティブパワー 創造の心で宇宙は進化する』幸福の科学出版、2010年6月。ISBN 978-4-86395-051-1。
- 『日本は負けたのではない 超経験者しか知らない大東亜戦争の真実』文芸社、2013年5月。ISBN 978-4-286-13911-1。
- 『打ち破る力 ドクター・中松の最終講義』世界文化社、2015年7月。ISBN 978-4-418-15510-1。 - 年譜あり。
- ドクター・中松『私は死んでる暇がない サムライスピリッツで正々堂々とガンと闘う! 23の頭脳を持つ超発明家からのメッセージ』ヒカルランド、2016年7月。ISBN 978-4-86471-394-8。

### 共著
- サー・ドクター中松 著「孤立剣残月」、NHK『わたしの藤沢周平』制作班 編『わたしの藤沢周平』遠藤崇寿・遠藤展子 監修、宝島社、2009年1月。ISBN 978-4-7966-5995-6。
  - サー・ドクター中松 著「孤立剣残月」、NHK『わたしの藤沢周平』制作班 編『わたしの藤沢周平』遠藤崇寿・遠藤展子 監修、文藝春秋〈文春文庫 ふ1-92〉、2012年10月。ISBN 978-4-16-783827-0。 - 宝島社2009年刊の再刊。
- 中松義郎「日本は負けていない」『誇れる国、日本 謀略に!翻弄された近現代』 4巻、アパグループ、2011年12月。 - 「4」のタイトル関連情報：第四回「真の近現代史観」懸賞論文受賞作品集。
- 中松義郎「「違法輸入」の「麻薬憲法」論」『誇れる国、日本 謀略に!翻弄された近現代』 6巻、アパグループ、2013年12月。 - 「6」のタイトル関連情報：第六回「真の近現代史観」懸賞論文受賞作品集。

### 翻訳
- 中松义郎 (1989-06), 独创力的秘密, 张羽静, 上海科学普及出版社, ISBN 7-5427-0172-X

### CD

#### シングル
- 「ガンの顔つき悪くても」（2015年6月24日発売、ユニバーサルミュージック、規格品番 UICY-5128）[139][144]
  - 英語バージョン「Even Cancer Face Very Bad」は、2015年4月18日に配信先行発売[139]

## 出演

### 映画
- シベリア超特急3（2003年）[145]
- ヅラ刑事（2006年）[146]
- The Invention of Dr. Nakamats（2009年、デンマークのドキュメンタリー）[147][148]

この他、2007年にアメリカの映画会社が企画していた、燃料電池を扱ったドキュメンタリーに関し、中松も取材を受けていた。

### テレビ番組
- ビートたけしのお笑いウルトラクイズ（日本テレビ系）
- 良かれと思って!（フジテレビ系、2017年7月26日）[150]

### CM
- アイリスオーヤマ[151][152]
- 五ツ木書房